# Ystads och Skanör-Falsterbo valkrets
Ystads och Skanör-Falsterbo valkrets var vid riksdagsvalet till andra kammaren 1866 en egen valkrets med ett mandat. Valkretsen, som omfattade Ystads och Skanör-Falsterbo städer men inte den omgivande landsbygden, utvidgades i valet 1869 till Ystads, Skanör-Falsterbo och Trelleborgs valkrets efter att Trelleborg återfått stadsrättigheter.

## Riksdagsman
- Sven Trägårdh, min (1867–1869)